# ليزا سافرونوفا
يليزافيتا سافرونوفا كانبولات (الروسية: Елизавета Сафронова Канполат، الأوكرانية: Єлизавета Сафронова Канболат؛ من مواليد 17 يناير 2006 في كييف، أوكرانيا) هي لاعبة كرة طائرة تركية كازاخستانية تلعب لصالح نادي كرة الطائرة  فنربخشة التركي، ضمن سلطانلار ليغي ودوري أبطال أوروبا للكرة الطائرة للسيدات. يبلغ طولها 193 سم ووزنها 69 كجم.

## نشأتها
ولدت في كييف ولدت في كييف أوكرانيا عندما كانت والدتها تلعب في فريق كروغ تشيركاسي. تنحدر والدتها من أوكرانيا من أصل أوكراني لاعبة كازاخستان الدولية السابقة في الكرة الطائرة أليسيا سافرونوفا ووالدها هو المدير الفني السابق لمنتخب كازاخستان الوطني للكرة الطائرة للسيدات برهان شايك كانبولات. قدمت لها عائلتها الدعم الكامل وشجعتها على تحقيق حلمها في أن تصبح نجمة كرة طائرة، مثلها الأعلى، كابتن فنربخشة وقائدة المنتخب الوطني إيدا إردم.

## مسيرتها

### الأندية
بدأت مسيرتها في الكرة الطائرة مع نادي إيلر بانكاس الثاني لكرة الطائرة للسيدات (2013-2015) في تركيا. بعد ذلك، انتقلت والدتها إلى كازاخستان ولعبت مع نادي ألتاي الثاني (2015-2017). عندما انتقلت والدتها إلى بيليك دوزو، بدأت اللعب مع نادي وقف بنك الثاني. (2017–21) تحت تدريب جوزيبي بوسيتي and فرانكا بارديلي.
بدأت مسيرتها الاحترافية مع فاكيف بنك (2021-23) ولعبت أيضًا مع هافران بيليديسبور (2023-24).
في 29 فبراير 2024، أبرمت سافرونوفا اتفاقية مع نادي فنربخشة ميديكانا لسنوات أخرى. في 17 يوليو 2024، أعلن فنربخشة ميديكانا عن اتفاقية.

### المنتخب الوطني
لذلك، كانت سافرانوفا مؤهلة لتمثيل تركيا، كازاخستان، وأوكرانيا. وقد اختارت تمثيل تركيا تحت 19 عامًا بين عامي 2021 و2023، وهي الآن عضو في تركيا تحت 20 عامًا الفائز ببطولة أوروبا للكرة الطائرة للسيدات تحت 20 عامًا 2024.

## الجوائز

### الفردية
- بطولة أوروبا للاتحاد الدولي للكرة الطائرة تحت سن العشرين "أفضل ضاربة خارجية"[6]

### نادي
بنك الوقف
- بطولة الدوري التركي للناشئين 2022 -  ميدالية ذهبية[19]
- بطولة الدوري التركي للناشئين 2023 -  ميدالية ذهبية[20]

فنربخشة
- بطل كأس السوبر التركي 2024 -  ميدالية ذهبية[21]
- بطل كأس تركيا 2024–25 -  ميدالية ذهبية[22]

### المنتخب الوطني
- بطولة العالم للكرة الطائرة تحت 19 سنة 2023 للاتحاد الدولي للكرة الطائرة -  ميدالية فضية[4]
- كأس البلقان للاتحاد البلقاني تحت 19 سنة 2023 -  ميدالية فضية[7]
- بطولة أوروبا للكرة الطائرة تحت 20 سنة 2024 للاتحاد الدولي للكرة الطائرة -  ميدالية ذهبية[6]
- كأس البلقان للاتحاد البلقاني تحت 21 سنة 2024 -  ميدالية ذهبية[5]
- بطولة أوروبا للكرة الطائرة تحت 23 عامًا 2024 التابعة للاتحاد الدولي للكرة الطائرة -  ميدالية برونزية[5]